# アメリカ陸軍の分隊編制
アメリカ陸軍の分隊編制（あめりかりくぐんのぶんたいへんせい）。

## 1930年代 - 1940年代

### 歩兵分隊
当時のアメリカ陸軍の歩兵分隊は12名で構成されていた。分隊の種類は、捜索を担当する分隊長（軍曹）とライフル兵（3名）、射撃班は分隊支援火器（ブローニング自動小銃）射手とライフル兵（3名）が担当、突撃などを行う機動班（突撃班）は副分隊長（伍長）とライフル兵（4名）に分けられる。だが、運用自体は射撃班と機動班は変わらない。コンバット!も参照。
- 分隊長（M1ガーランドまたはU.S.M1カービン/M1トンプソン）
- 副分隊長（M1ガーランドまたはU.S.M1カービン）
- 分隊支援火器射手（ブローニングM1918自動小銃）
- 狙撃手（マークスマン）（スプリングフィールドM1903A4）
- ライフル兵（M1ガーランドまたはU.S.M1カービン）

※ 分隊には狙撃手が1名配属されていたが、これは書類上のことであり、実際にはM1ガーランドで武装していて、グレネード・ランチャーなどで部隊を支援していた。

### 機関銃分隊
分隊長、機関銃射手、装弾手（2名）の4名で構成されている。4個分隊で1個小隊を編成した（実際は、2個分隊で1セクションを構成、2セクションで1小隊となった）。
- 分隊長（M1ガーランドまたはU.S.M1カービン）
- 機関銃射手(ブローニングM1919重機関銃)
- 装弾手（M1ガーランドまたはU.S.M1カービン）

## 1960年代 - 1970年代

### 歩兵分隊
歩兵分隊の標準編成は10名である。第2次大戦時と変わらず、分隊長は軍曹、副分隊長は伍長が担当する。また、狙撃手は分隊単位では配置されなくなった。
- 分隊長（M16自動小銃又はXM177）
- 副分隊長（M16自動小銃）
- 分隊支援火器射手/マシンガンナー（M60）
- ライフル兵/ライフルマン（M16自動小銃）
  - 側衛/フランカー（M16自動小銃）
  - 後衛/アンカー（M16自動小銃）
- 擲弾筒手（グレネード･ランチャー射手）/グレネディア（M16自動小銃及びM79またはM203）
- 先導兵/ポイントマン（イサカM37）
- 通信兵/RTO（M16自動小銃又はXM177）

※ 側衛は、視界の悪いジャングルでは効果が期待できないため配置されなかった。
※ 先導兵は、見通しの良い開けた場所では分隊との距離をおよそ50m程まで広げるが、視界が悪いジャングルの場合は30m程である。また、このポジションは分隊内で最も経験のある者が務める。

## 1980年代

### 機械化歩兵分隊
当時の主な車両はM2ブラッドレー歩兵戦闘車である。M2には、1個分隊の9名の兵員が乗車するが、そのうち戦闘車を操る乗車班と戦闘車の支援を受け戦闘する降車班の2つに分けられており、乗車班は3名、降車班は6名（あるいは7名）である。
- 乗車班
  - 車長/分隊長補佐（M16自動小銃）
  - 操縦手（M16自動小銃）
  - 砲手（M16自動小銃）
- 降車班
  - 分隊長（M16自動小銃）
  - 分隊支援火器射手（M249）
  - 機関銃射手（M60）
  - 対戦車特技兵（M16自動小銃及びM47ドラゴン）
  - 擲弾筒手（M16自動小銃及びM203）
  - 通信兵（M16自動小銃）

※ 分隊長は、行動指揮に当たるため、どちらの班についても構わない。しかし、基本的には降車班につく。仮に、分隊長が乗車班についた場合、車長が降車班の指揮をとる。

## 現在

### ライフル分隊
分隊長（軍曹）と射撃班長（伍長2名）、ライフル兵（2名）、分隊支援火器射手（2名）、擲弾筒手（2名）の計9名で構成されている。また、ライフル分隊は4名で1組の射撃班を2個に分けて戦闘を行うこともある。この場合は、射撃班は射撃班長、ライフル兵、擲弾筒手、分隊支援火器射手をそれぞれ1名ずつで構成する。
- 分隊長（M16自動小銃又はM4カービン）
- 射撃班長（M16自動小銃又はM4カービン）
- ライフル兵（M16自動小銃又はM4カービン）
- 分隊支援火器射手（M249）
- 擲弾筒手（M16自動小銃またはM4カービン及びM203）

※ 場合によっては、対戦車ミサイルを装備した特技兵を配置するが、通常は分隊長がライフル兵2名のうち、どちらかを対戦車ミサイル射手に任命する。